# Vogt (Baden-Württemberg)
Vogt è un comune tedesco di 4 676 abitanti situato nel land del Baden-Württemberg.